# جمعية ماجد بن عبد العزيز للتنمية والخدمات الاجتماعية
جمعية ماجد بن عبد العزيز للتنمية والخدمات الاجتماعية تعمل جاهدة لتحقيق علامة فارقة في المجال التنموي من منظور اجتماعي يعكس رؤيتها التي هي امتداد لرؤية الأمير ماجد بن عبد العزيز منذ مبادرته بتأسيس هذه الجمعية، وتقوم الجمعية منذ إعادة انطلاقها عام 1427هـ / 2006 م بالعمل لتصبح الأداة التنفيذية لتفعيل مسئولية القطاع الخاص الاجتماعية تجاه أفراد هذا الوطن، ويأتي ذلك بتطوير واستحداث برامج تنموية تساهم في تلبية احتياجات المجتمع بالوقوف والاستفادة من التجارب المشابهة محليا وإقليميا إضافة إلى عقد التحالفات الإستراتيجية التي تثري الجانب التنفيذي للبرامج القائمة والمستقبلية

## التأسيس
عام 1419هـ/1998م تأسست بمبادرة من الأمير ماجد بن عبد العزيز  تحت اسم جمعية مكة المكرمة للتنمية والخدمات الاجتماعية عام 1421هـ/2000م سجلت في سجل الجمعيات الخيرية بوزارة الشئون الاجتماعية في المملكة العربية السعودية تحت رقم (174) عام 1427هـ/2006م تم تعديل مسمى الجمعية إلى "جمعية ماجد بن عبد العزيز للتنمية والخدمات الاجتماعية"

## الرؤية
المساهمة في تنمية مجتمع يحظى فيه الفرد بفرصة الحصول على حياة كريمة.

## الرسالة
تصميم وتقديم برامج تنموية تكاملية لتهيئة الفرد في الحصول على حياة أفضل تتوافق وقدراته الشخصية والعلمية والاجتماعية.

## القيم
مجاهدة النفس لبذل أقصى ما يمكن بذله
الالتزام والمصداقية في العمل
الوفاء بالوعود والعهود
العزيمة والمثابرة
مثال يحتذى به على كافة الأصعدة

## الأهداف العامة
المساهمة في زيادة الشريحة المنتجة في المجتمع
تطوير وابتكار برامج تنمية اجتماعية متميزة تخدم المجتمع المدني والقروي، تبني واستحداث مبادرات رائدة في خدمة وتوعية المجتمع، وزيادة توعية المجتمع للمشاركة في العمل التطوعي
جذب مصادر مالية لتحقيق برامج الجمعية

## للتواصل
ص. ب 4656 جدة 21412 المملكة العربية السعودية 
وحدة رقم 7، مجمع تجار جدة، شارع التحلية، حي الخالدية 1 
موقع الكتروني: www.majidsociety.org